# Dichoniopsis obliquisigna
Dichoniopsis obliquisigna là một loài bướm đêm trong họ Noctuidae.